# Beavis & Butt-Head alla conquista dell'America
Beavis & Butt-Head alla conquista dell'America (Beavis and Butt-Head do America) è un film d'animazione del 1996 coscritto e diretto da Mike Judge, tratto dalla serie d'animazione targata MTV Beavis and Butt-head dello stesso Judge (anche voce in originale, tanto del film quanto della serie, della coppia di protagonisti eponimi e d'altri personaggi secondari).

## Trama
Il film si apre con Beavis e Butt-head che sognano di essere due giganti che attaccano la città, ma ad un certo punto Butt-head viene svegliato dall'amico perché qualcuno è entrato in casa loro e ha rubato la TV.
I due partono alla ricerca del loro televisore e, dopo inutili tentativi, decidono di visitare un motel di bassa qualità che pubblicizza televisori in ogni camera; prima incontrano il preside della loro scuola in camera con una prostituta, poi incontrano Driunken Muddy Grimes, un criminale in attesa di due hitmen da mandare a Las Vegas per uccidere la moglie Dallas.
Muddy, convinto che i due uomini siano Beavis e Butt-head, spiega loro di andare a Las Vegas a scorticare la moglie Dallas (per scorticare Grimes intendeva uccidere ma i due ragazzi pensavano che significasse far sesso), li accompagna all'aeroporto; i due partono e Grimes, quando torna al motel, vede due ragazzi che gli raccontano di essere i due hitmen che stava aspettando. A quel punto parte per Las Vegas alla ricerca di Beavis e Butt-head per ucciderli e, mentre va via, dal furgoncino degli altri due cade un televisore che verrà abbandonato lì; quello era il televisore di Beavis e Butt-head che era stato rubato poco prima.
Quando i due arrivano all'albergo incontrano Dallas, che pochi giorni prima aveva rubato da un laboratorio un'arma biologica molto pericolosa chiamata "Unità X-5". Lei capisce subito che si tratta di due ragazzi ignoranti che volevan solo andare a letto con lei e fa loro una proposta; se avessero viaggiato su un pullman turistico diretto a Washington sarebbe andata a letto con loro e, poco prima che arrivasse la polizia per arrestarla, riuscì a nascondere l'arma nei pantaloni di Beavis.
I due partono verso la capitale; durante il viaggio finiranno per sbaglio su un pullman di suore ma, ad un certo punto, verranno abbandonati in un autogrill, cercheranno di raggiungere Washington camminando nel deserto senza acqua e cibo e, a loro insaputa, incontreranno i loro padri. Beavis, affamato, mangia un catcus Peyote, che gli provoca un'allucinazione psichedelica sul Death metal. Nel frattempo gli agenti dell'ATF sono alla ricerca dei due ragazzi, che secondo loro sono due astuti criminali terroristi, bloccano tutte le strade della zona ma non riescono a trovarli.
La mattina successiva Muddy ritrova Beavis e Butt-head, che si nascondono nel bagagliaio della sua auto per sfuggire ai controlli ma, durante il tragitto, i due escono dal bagagliaio provocando una serie di incidenti stradali e quando vedono il loro pullman, quello preso a Las Vegas, ci tornano sopra.
Arrivati a Washington visitano prima il Senato e poi la Casa Bianca, luogo in cui Beavis si trasforma nel suo alter ego, il Grande Cornholio, per aver preso troppe pastiglie durante il viaggio ed inizia a girovagare per l'edificio.
Intanto gli agenti dell'ATF, arrivati nella capitale, arrestano Muddy e Dallas e si dirigono verso la Casa Bianca per recuperare l'unità X-5. Arrivati a destinazione trovano per primo Butt-head, lo perquisiscono ma non trovano niente.
Nel frattempo l'intero edificio viene evacuato in quanto Beavis/Grande Cornholio inizia a minacciare per telefono i membri del DEFCON, successivamente entra nella roulotte di Tom Anderson, il vicino di casa in visita turistica con la moglie, si toglie i pantaloni e quando viene scoperto dall'anziano viene buttato fuori. Quando lo trovano gli agenti dell'ATF e cercano di sparargli Beavis ritorna normale e, mentre cercano di colpirlo, Anderson esce dalla roulotte con i pantaloni del giovane; gli agenti, convinti che sia il vecchio il delinquente, gli tolgono i calzoni dalle mani ma, nel tentativo, l'unità X-5 esce dalla tasca, finisce per caso sulla mano di Butt-head che la consegna al capo dei servizi segreti, evitando una catastrofe mondiale.
Beavis e Butt-head diventano degli eroi nazionali (anche se il loro gesto rimarrà Top secret) e Tom Anderson viene arrestato con l'accusa di essere un terrorista che si è servito dei due giovani per coprire le sue attività criminali.
Il film si chiude con i due che vengono ricevuti dal Presidente USA Bill Clinton, nominandoli agenti onorari dell'ATF e quando tornano ad Highland, passando vicino al motel, vedono la loro TV abbandonata, se la riprendono e si dirigono verso casa insultandosi pesantemente a vicenda sullo sfondo del tramonto.

## In Italia
In Italia il film è stato distribuito direttamente in home video nel 1999 su etichetta CIC Video, e trasmesso per la prima volta il 1º gennaio 2000 su Tele+ Nero. Successivamente è stato replicato su Paramount Comedy e su MTV.

## Colonna sonora

### Tracce
1. Two Cool Guys - Isaac Hayes - 3:06
2. Love Rollercoaster - Red Hot Chili Peppers - 4:37
3. Ain't Nobody - LL Cool J - 4:38
4. Ratfinks, Suicide Tanks and Cannibal Girls - White Zombie - 3:53
5. I Wanna Riot - Rancid - 3:59
6. Walk on Water - Ozzy Osbourne - 4:18
7. Snakes - No Doubt - 4:34
8. Pimp'n Ain't EZ - Madd Head - 4:21
9. The Lord Is a Monkey (Rock Version) - Butthole Surfers - 4:44
10. White Trash - Southern Culture on the Skids - 2:03
11. Gone Shootin' - AC/DC - 5:05
12. Lesbian Seagull - Engelbert Humperdinck - 3:39

## Accoglienza

### Incassi
Il film è stato distribuito nei cinema da Paramount Pictures il 20 dicembre 1996. Ha incassato 63 milioni di dollari negli Stati Uniti, divenendo il maggior incasso d'apertura di tale mese, record che verrà superato l'anno successivo da Scream 2 e Titanic.

### Critica
Il film è stato ben accolto dalla critica. Sul sito Rotten Tomatoes ha il 72% delle recensioni professionali positive, basato su 54 recensioni e con il consenso "Beavis e Butt-Head alla conquista dell'America è sfacciatamente offensivo, stupido senza rimorsi, e inaspettatamente divertente". Su Metacritic ha una valutazione del 64 su 100 basata su 16 recensioni. Roger Ebert sul Chicago Sun-Times ha elogiato il film come una satira "volgare" sui giovani americani, confrontandolo al film Fusi di testa.

### Sequel
Nel 2022 è stato realizzato un secondo film sul duo, chiamato Beavis & Butt-Head alla conquista dell'universo.

## Riconoscimenti
- 1996 - BMI Film & TV Award
  - BMI TV Music Award a John Frizzell
- 1996 - Razzie Awards
  - Nomination Peggior coppia a Beavis e Butt-head
  - Nomination Peggior esordiente a Beavis e Butt-head
- 1997 - MTV Movie Awards
  - Nomination Miglior coppia a Beavis e Butt-head